# 中国检验认证集团
中国检验认证（集团）有限公司（英語：China Certification & Inspection (Group) Co., Ltd.，CCIC），简称中国检验认证集团、中检集团或中国中检，是中华人民共和国的一家检验认证集团，也是唯一一家以“检验、检测、认证、标准”为主业的中央直属企业，于1980年成立。该公司在中国大陆各地，以及在全球33个国家和地区设有分支机构，拥有近2万名员工、400多家分支机构和500多家实验室，与60多个国家和地区的120家检验认证机构建立合作伙伴关系，并与美国UL、英国ASTA-BEAB，德国TUV莱茵、TUV南德集团、VDE，日本Jet、JQA等机构签署检验认证合作协议。

## 历史
1980年，中华人民共和国国务院在设立国家进出口商品检验局的同时，成立中国进出口商品检验总公司和中国进出口商品检验研究所，实行三家机构一套人马，三块牌子的体系，各地商检局和分公司也实行政企合一。公司又先后在上海、广州、天津、青岛、大连等开设分公司。1984年，成立中国电工产品认证委员会（CCEE）。1987年，按照“政企分开”要求，商检总公司与原国家商检局财务脱钩，正式成为独立法人。
1995年，经中央编办批准，成立国家商检局进出口商品质量认证中心（中国进出口商品质量认证中心）。1999年，商检总公司划归中共中央企业工作委员会。2002年，公司重新划归国家质检总局。国家质检总局将分属5个部委的6家机构（中国进出口质量认证中心、原中国电工产品认证委员会秘书处及电工设备分委员会、家电分委员会、电子分委员会、国家商检局进口商品安全质量许可北京审查部）合并组建中国质量认证中心（CQC）。
2003年，商检总公司改制重组为中国检验认证集团。2007年3月，中国检验认证集团与原中国质量认证中心以及国家质检总局在京5家单位所办6家认证机构等进行重组改革，合并组建新的中国检验认证集团，保留“CCIC”和“CQC”两大品牌；34个CQC评审中心（含西北评审中心的陕西、青海、宁夏分中心）整合进入所在地地方公司。

## 业务
中检集团的业务涵盖农业、工业和服务业三大产业，提供交通运输、消费电子电器、工业电器、新能源和绿色低碳、大宗商品检验鉴定、体系认证及管理提升服务、农食安全、公共安全、医疗和环境、计量等专业领域的综合质量服务。2020年初2019冠状病毒病疫情发生后，中检集团组织25支党员突击队开展消毒防疫。2022年上海疫情期间，公司组建消杀应急先锋队，赴上海支援抗疫。中检集团旗下的医学实验室也先后在港澳地区开展核酸检测，其中澳门694万人次，香港约200万人次。

## 下属子公司遭美制裁
2025年5月13日，美国财政部外国资产控制办公室（OFAC）在其官网发布新一轮针对伊朗石油出口制裁名单。中国检验认证集团新加坡有限公司（CCIC SINGAPORE PTE LTD)及中检山东公司下属黄岛检验认证有限公司（HUANGDAO INSPECTION AND CERTIFICATION CO., LTD）被控掩盖伊朗石油原产地被列为制裁对象。